# Samnitas
Los samnitas fueron uno de los antiguos pueblos itálicos que habitaron en el Samnio (región montañosa de la Italia centro-meridional) entre el siglo VII a. C. y el siglo III a. C. Este pueblo, perteneciente al macrogrupo itálico de los pueblos osco-umbros, estaba emparentado con los sabelios, establecidos justo al norte de sus territorios.
La primera mención escrita a los samnitas se remonta al año 354 a. C., en un tratado firmado entre este pueblo y la República romana. 

## Organización social
Los habitantes de esta tribu hablaban aparentemente el idioma osco, pero también el presamnita, un idioma osco-umbro aparte atestiguado en su territorio que posteriormente fue sustituido por el osco y el latín. Los samnitas fueron el resultado de la unión de al menos cuatro pueblos:
- Los pentros, la más importante de las tribus centro-italianas, cuya capital era Bovianum.[3]
- Los caracenos, asentados en el río Sangro, con Cluviae y Juvanum como sus principales ciudades.
- Los caudinos, con Caudium como su capital.
- Los hirpinos (osco: lobo), con Beneventum como su capital.

Posteriormente estos pueblos se unieron para formar:
- Los frentanos, que se asentaban a lo largo de la costa adriática, entre el Sangro y Fortore, y con Larinum como su capital.

## Historia
Los samnitas se instalaron en la región del Samnio aproximadamente en el año 800 a. C. Este pueblo permaneció en esta zona y durante un breve periodo de tiempo controló las dos costas de la península.
Tras las guerras latinas, que otorgaron a la República de Roma el dominio de todo el territorio del Lacio, los samnitas se opusieron al creciente poder de esta peligrosa potencia emergente y se enfrentaron a ella en un conflicto conocido como las guerras samnitas, que son documentadas por Tito Livio:

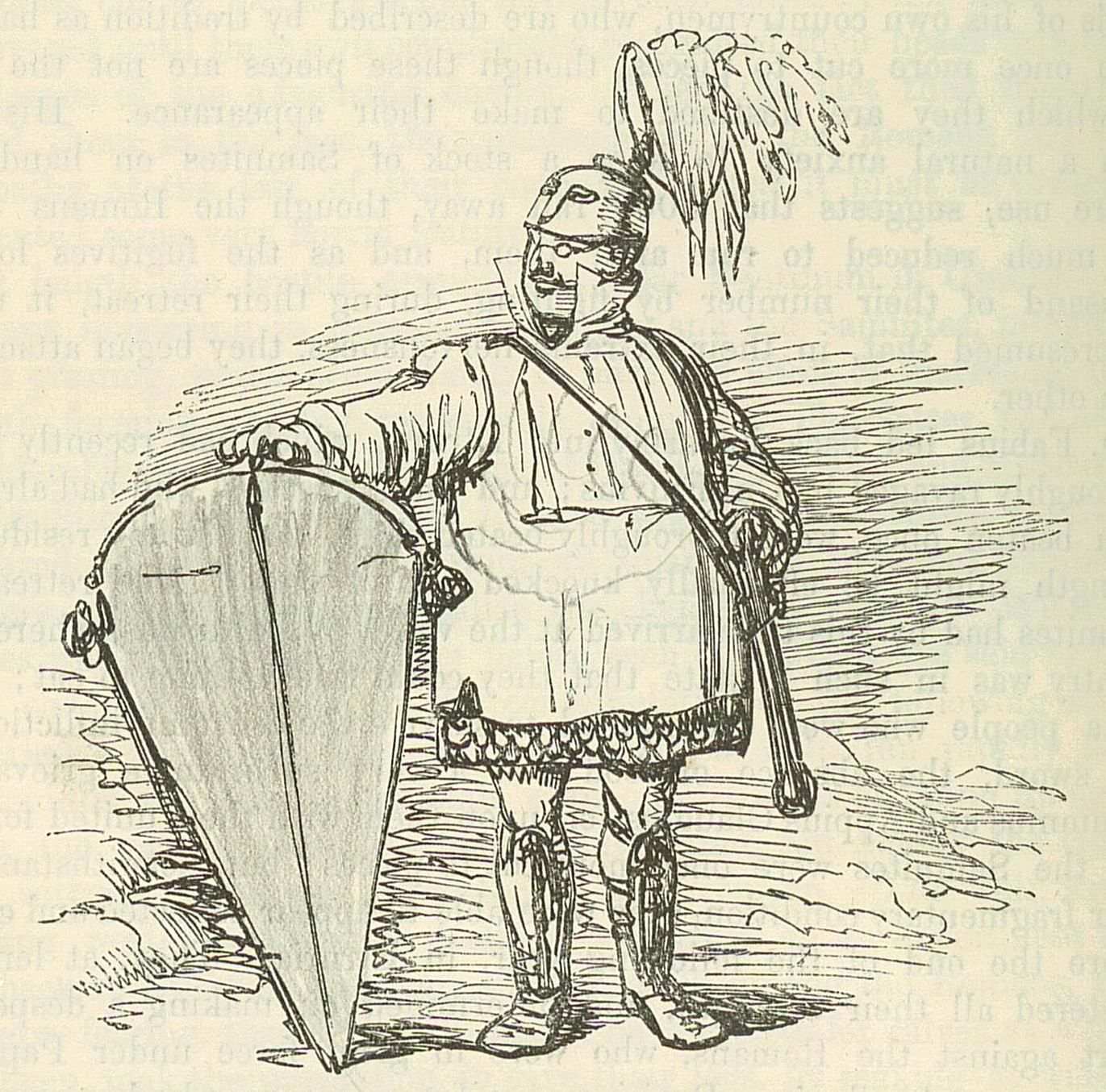
Caricatura de un soldado samnita, según Comic History of Rome.

- Primera guerra samnita (343-341 a. C.), provocada por una alianza firmada entre Roma y Capua. Los samnitas asediaron Capua, pero fueron rechazados y Roma ganó la guerra, aunque no logró ninguna ventaja frente a sus enemigos.
- Segunda guerra samnita (327-302 a. C.). Los romanos intentaron esta vez atacar ellos a los samnitas, pero fueron vencidos en la batalla de las Horcas Caudinas y tuvieron que retirarse. Tras la derrota intentaron otra ofensiva en 316 a. C., pero de nuevo fueron derrotados. Aun así, los romanos vencieron en la batalla de Boviano.
- Tercera guerra samnita (299-290 a. C.). Los samnitas se aliaron con los etruscos y las tribus galas del sur de Francia, pero fueron derrotados en la batalla de Sentinum en el año 295 a. C. Como consecuencia los samnitas fueron subyugados y la región del Samnio sometida.

Sin embargo, los samnitas siguieron resistiéndose al dominio romano y se aliaron con los enemigos de Roma cuando estos se presentaron en Italia. Primero con Pirro I de Épiro durante las guerras pírricas (280-275 a. C.) y posteriormente durante la segunda guerra púnica  (219-202 a. C.) con el general cartaginés Aníbal.
Este pueblo fue además uno de los primeros que se unió a la revuelta conocida como la guerra Social. Tras la guerra Social, los samnitas, al igual que todos los demás itálicos, obtuvieron la plena 
ciudadanía romana a través de la Lex Plautia Papiria.